# János Aladár Fehérváry
János Aladár Fehérváry (* 4. April 1977 in Wien) ist ein österreichischer Journalist, Publizist und ehemaliger Tauchsportler.

## Ausbildung
János Fehérváry war Wiener Sängerknabe, maturierte später im Realgymnasium Kandlgasse/Wien und studierte an der Universität Wien Politikwissenschaft, Geschichte und Wirtschaftswissenschaft, wobei er diese Studien nicht abschloss. Den Militärdienst leistete er beim österreichischen Jagdkommando ab und absolvierte den 27. Grundkurs 1997.

## Journalistische Karriere
Er gründete 1999 das Jugendmagazin CHiLLi.cc und war bis 2010 dessen Chefredakteur und Herausgeber. Nebenbei arbeitete er in den Redaktionen des Kurier, des Wirtschaftsblatts und der Presse. Zwischen den Jahren 2002 und 2004 gründete Fehérváry mit Susanne Hanger die Jugendpresse Österreich und war in diesen Jahren auch maßgeblich an der Gründung der Europäischen Jugendpresse (European Youth Press) beteiligt.
Von September 2011 bis August 2016 war er Chef vom Dienst bei der Tageszeitung Österreich und dort für die Gratisausgaben verantwortlich. Neben seiner redaktionellen Managementtätigkeit fiel er vor allem durch Extremreportagen auf, wie etwa einen Bungee-Jump-Weltrekord über 192 Meter in Wien 2013 oder eine Sibirien-Winter-Reportage im Jahr 2012.
Am 1. September 2016 wechselte er als Chef vom Dienst zu oe24.tv und war gemeinsam mit Christina Happel, Wolfgang Fürweger, Tobias Kühn, Marcel Schachinger und Werner Stolarz im maßgeblichen Gründungsteam – dabei war er primär für den Struktur-Aufbau verantwortlich. Am 27. Jänner 2017 wurde Fehérváry vom oe24.tv-Geschäftsführer Niki Fellner unmittelbar nach Fehérvárys Ankündigung einer Betriebsratsgründung gekündigt und vom Dienst freigestellt., was zu Medienresonanz und zu einem Aufschrei in der Branche führte. Offenbar hatte Fehérváry Mitte Februar 2017 einer einvernehmlichen Trennung zugestimmt, als im Gegenzug von der Gewerkschaft und dem Betriebsrat der Tageszeitung Österreich unter Billigung der Inhaber ein gemeinsamer Betriebsrat für alle Medien-Kanäle der Mediengruppe Österreich installiert wurde.

## Sport
Neben seiner publizistischen Tätigkeit ist Fehérváry mehrfacher österreichischer Staatsmeister im Flossenschwimmen und Streckentauchen. Er hält die österreichischen Rekorde über 100 Meter Streckentauchen sowie in den Staffeln 4-mal 100 Meter und 4-mal 200 Meter Flossenschwimmen und erzielte zahlreiche internationale Erfolge. Außerdem war Fehérváry von April 2011 bis September 2014 Sportdirektor und Vizepräsident im Tauchsportverband Österreichs – am 20. Oktober 2012 übernahm er als interimistischer Präsident die Leitung des Verbandes. Im September 2014 trat Fehérváry aufgrund eines sportpolitischen Richtungsstreits von all seinen nationalen Funktionen des TSVÖ zurück. Von April 2013 bis Jänner 2015 war er Mitglied der Flossenschwimm-Kommission des internationalen Tauchverbandes CMAS.